# Virslīga 1942
L'edizione 1942 della Virslīga fu la prima del massimo campionato lettone di calcio sotto il dominio tedesco; fu vinta dall'ASK Riga, giunto al suo secondo titolo.

## Formula
Il campionato era disputato da sei squadre che si incontrarono in turni di sola andata, per un totale di 5 turni; erano previsti due punti per la vittoria, uno per il pareggio e zero per la sconfitta.

## Classifica finale
|                     | Pos. | Squadra          | Pt | G | V | N | P | GF | GS | DR  |
| ------------------- | ---- | ---------------- | -- | - | - | - | - | -- | -- | --- |
| Lettonia (bandiera) | 1.   | ASK Rīga         | 9  | 5 | 4 | 1 | 0 | 21 | 7  | +14 |
|                     | 2.   | Olimpija Liepāja | 6  | 5 | 2 | 2 | 1 | 12 | 7  | +5  |
|                     | 3.   | RFK Riga         | 4  | 5 | 1 | 2 | 2 | 3  | 5  | -2  |
|                     | 4.   | Jelgavas SB      | 4  | 5 | 2 | 0 | 3 | 9  | 15 | -6  |
|                     | 5.   | LDzB Riga        | 4  | 5 | 2 | 0 | 2 | 9  | 19 | -10 |
|                     | 6.   | Daugavieši Riga  | 3  | 5 | 1 | 1 | 3 | 7  | 8  | -1  |

## Classifica marcatori
6 gol
- Eduards Freimanis (Daugavieši)

5 gol
- Arnolds Puriņš (ASK)

4 gol
- Riekstiņš (ASK)
- Aleksandrs Vanags (ASK)
- Roberts Heiblihs (Olimpija Liepāja)

3 gol
- Ansons (Jelgavas Sporta biedrība)
- Vaclavs Borduško (ASK)
- Ēriks Koņeckis (ASK)